# Нагоряни (Сяноцький повіт)

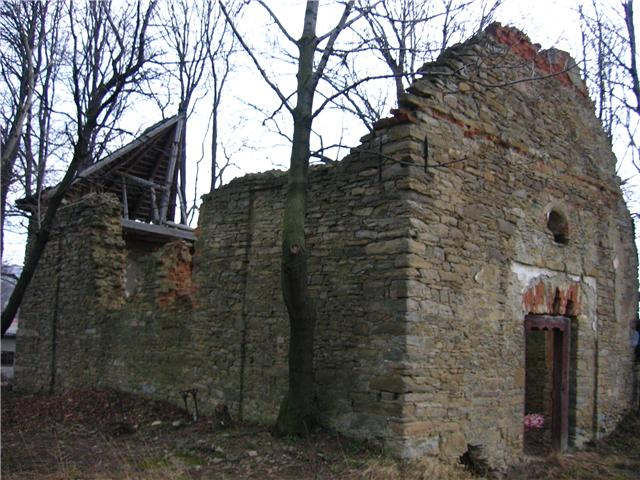
Руїни церкви (2011)

Нагоряни (пол. Nagórzany)  — лемківське село в Польщі, у гміні Буківсько Сяноцького повіту Підкарпатського воєводства.
Населення — 308 осіб (2011).

## Розташування
Знаходиться за 2 км на північний захід від Буківсько, 13 км на захід від Сяніка, 63 км на південь від Ряшева, при воєводській дорозі № 889.

## Історія
Перша згадка припадає на 1444 р., коли село було повторно закріпачене. До 1772 р. село входило до складу Сяноцької землі Руського воєводства Речі Посполитої. З 1772 до 1918 року — у межах Сяніцького повіту Королівства Галичини та Володимирії монархії Габсбургів (з 1867 року Австро-Угорщини). Корінне українське населення піддалося латинізації та полонізації.
У 1848-1866 рр. відбувалася хвиля еміграції українського населення на Закарпаття в околиці Кошиць і Ясова, в 1866-1914 рр. — до США (околиці Чикаго).
У 1880 р. в селі було 446 мешканців (з них 55 грекокатоликів).
В 1939 році в селі проживало 460 мешканців, з них 25 українців і 435 поляків. Село входило до Сяніцького повіту Львівського воєводства.
З 4 серпня 1944 року понад місяць тривали бої, поки 16 вересня село було зайняте Чехословацьким армійським корпусом.

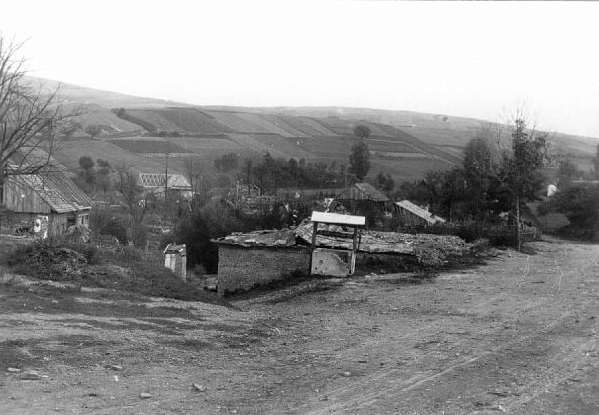
Нагоряни після спалення УПА (1946)

Село було спалене УПА в ніч з 5 на 6 квітня 1946 року близько 22 години.
Після війни українців тероризували і вбивали польське військо і банди поляків, вцілілих (15 осіб) було зігнано Польським військом до гетто в Буківську, а далі через станцію Писарівці депортовано в ході операції «Вісла» 28.04-10.05.1947 на північні понімецькі землі.
У 1975-1998 роках село належало до Кросненського воєводства.

## Демографія
Демографічна структура станом на 31 березня 2011 року:
|          | Загалом | Допрацездатний вік | Працездатний вік | Постпрацездатний вік |
| -------- | ------- | ------------------ | ---------------- | -------------------- |
| Чоловіки | 147     | 32                 | 95               | 20                   |
| Жінки    | 161     | 34                 | 84               | 43                   |
| Разом    | 308     | 66                 | 179              | 63                   |

## Церква
Самостійна парафія була до 1794 р., коли стала дочірньою до Сенькової Волі. Мурована церква святих Апостолів Петра і Павла збудована в 1848 р., з 1930 р. належала до Буківського деканату), метричні книги велися з 1797 р. Церква пограбована поляками (в тому числі і ксьондзами) після депортації українців, перебуває в руїнах.

## Уродженці
- Патриляк Казимир Іванович — вчений-хімік.